# The Artist – A némafilmes
A The Artist – A némafilmes (eredeti cím: The Artist), vagy gyakran csak A némafilmes 2011-ben bemutatott francia-belga-amerikai fekete-fehér film Michel Hazanavicius rendezésében, Jean Dujardin és Bérénice Bejo főszereplésével. A film Hollywood úgynevezett aranykorában, a hangosfilmek megjelenésének idején játszódik.
A némafilmest a 2011-es cannes-i fesztiválon mutatták be, Jean Dujardin megkapta a legjobb férfi alakítás díját. Hazanavicius alkotását hat Golden Globe-díjra jelölték. A film a legjobb komédia vagy musical, a legjobb drámai színész és a legjobb eredeti filmzene kategóriákban győzni is tudott.
A filmet tíz Oscar-díjra jelölték, amelyből ötöt megkapott. A legjobb film díja mellett, a legjobb eredeti filmzene és a legjobb jelmeztervezés kategóriákban is nyert, míg Michel Hazanavicius a legjobb rendező díját vehette át. A legjobb férfi főszereplő Jean Dujardin lett, aki élete első jelölésével győzni is tudott, ezzel pedig első francia színészként érdemelte ki az elismerést.
A film megkapta az Amerikai Producererek Céhe díját (PGA), a rendezők díját (DGA), illetve a színészi céh díját (SGA) is.

## Történet
A film cselekménye a Hollywood aranykorszakának is nevezett 1927 és 1932 közötti időszakában játszódik. Ekkortájt jelentek meg a filmtörténelem új korszakát fémjelző hangosfilmek, ezzel a némafilm halálát okozva.
George Valentin, (Jean Dujardin) korának legnépszerűbb némafilmese, fürdik a népszerűségben, a közönség él-hal érte. A film korai szakaszában Peppy Miller, (Bérénice Bejo) egy George-dzsal való találkozás hatására úgy dönt, hogy részt vesz a közelgő színészválogatáson. Majd George közbenjárásának köszönthetően egy csapásra a filmiparban találja magát. A forgatások során a két színész közt izzik a levegő, örömmel dolgoznak egymással, ennek hatására George és felesége, Doris (Penelope Ann Miller) egyre inkább elhidegülnek egymástól, majd rövid időn belül a válás mellett döntenek.
George népszerűsége az évek alatt cseppet sem változott, de megkezdődött a hangosfilmek térhódítása. A Kinograph Stúdió tulajdonosával való konfrontációját követően saját film forgatásához kezd a technikai újítások mellőzésével. Azonban a film bemutatása csúfos kudarccal végződik, mely a színész bukásához vezet. Az Al Zimmer (John Goodman) tulajdonában lévő stúdió eközben megkezdi a hangosfilmek gyártását, immár George nélkül. A Kinograph új sztárjává a korábban George által támogatott Peppy Miller avanzsál.
George, pénzének jelentős részét a nagy gazdasági világválság kezdetét jelentő fekete csütörtök eredményeként elveszti, de a megbukott filmje és a válás is komoly anyagi megpróbáltatásokat jelent a számára. A teljes anyagi csőd elkerülése érdekében vagyontárgyait értékesíti, de emellett még a személyes holmijai is kalapács alá kerülnek. A nincstelenség hatására sofőrjét és egyben barátját, Cliftont (James Cromwell) is elbocsátja. A megrogyott színésznek így egyetlen társaságát Jack (Uggie), a kutyája jelenti. A mindennapi megpróbáltatásokat, illetve a pályája töréséből eredő keserűséget alkohol segítségével kívánja orvosolni.
George az egyre súlyosbodó alkoholproblémai mellett rádöbben, elvesztett minden korábban fontosnak hit értéket és a kudarcok eredményeként még az erkölcsét is feladja. Az őrület határán állva lakása közepén felgyújtja filmarchívumának minden darabját, egy kivételével, melyen ő és Peppy egyik érzelemdús jelenete került megörökítésre. A gyorsan égő filmszalagok a teljes lakást behálózva hatalmas füstfelhőt árasztanak, ezzel meghiúsítva a menekülés lehetőségét. Jack, a kutya a lakásból kimenekülve felkelti egy rendőr figyelmét, majd a baleset helyszínére vezeti, ezzel megmentve gazdája életét.
Peppy a hír hallatára a kórházba siet, majd az orvosokkal való konzultálást követően átszállíttatja George-ot saját otthonába, hogy ott lábadozhasson tovább. George, állapota javulását követően felfedezi korábbi értéktárgyait Peppy házának egyik eldugott szobájában, mely az újabb kiborulását eredményezi. A kiégett lakásába veszi az irányt, ahol kis híján öngyilkosságot hajt végre, de Peppy még idejében érkezve meggátolja a tragédiát.
George a megpróbáltatásait követően a filmipar újabb változásait – nevezetesen a musicalek megjelenését – kihasználva Peppy segítségével újra színpadra kerül. Közös produkciójukkal a stúdió teljes stábját ámulatba ejtve – beleértve a szőrös szívű, és rendkívül kritikus Al Zimmert is – elindulnak a halhatatlanság útján.

## Szereplők

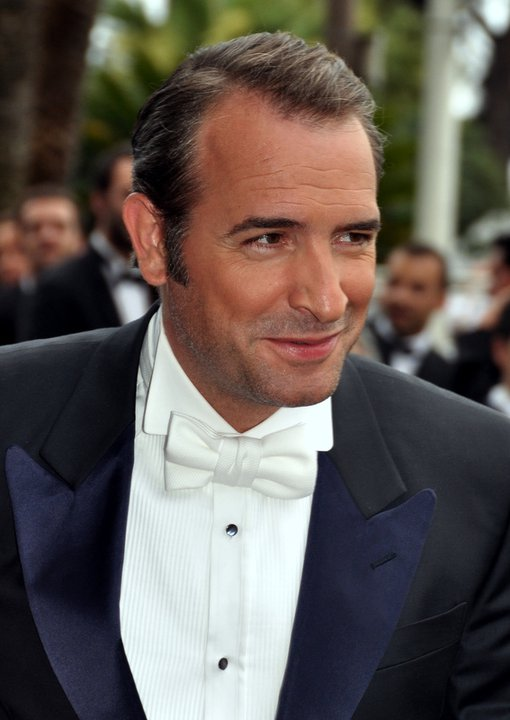
Jean Dujardin

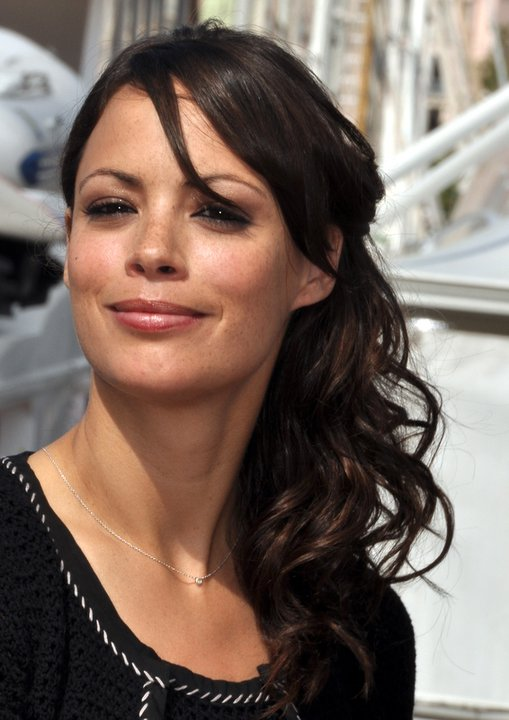
Bérénice Bejo

| Színész             | Szerep            |
| ------------------- | ----------------- |
| Jean Dujardin       | George Valentin   |
| Bérénice Bejo       | Peppy Miller      |
| Uggie               | George kutyája    |
| John Goodman        | Al Zimmer         |
| James Cromwell      | Clifton           |
| Penelope Ann Miller | Doris             |
| Missi Pyle          | Constance         |
| Beth Grant          | Peppy cselédlánya |
| Ed Lauter           | komornyik         |
| Joel Murray         | rendőr            |
| Bitsie Tulloch      | Norma             |
| Ken Davitian        | zálogkölcsönző    |

## Zene
A film zenéjét Ludovic Bource szerezte. A filmzene a Brüsszeli Filharmonikusok közreműködésével, Ernst Van Tiel vezényletével készült. A felvételre 2011 áprilisában, szintén Brüsszelben, a Flagey 4-es számú stúdiójában került sor. Az albumot a Sony Classical Records adta ki.
A lemezen szerepel Duke Ellington Jubilee Stomp című, 1928-ban felvett műve, illetve Red Nichols Imagination címet viselő, 1930-ban felvett alkotása is.
A lemezen egy zeneszám, a Pennies from Heaven Rose "Chi-Chi" Murphy előadásában szerepel. A zeneszámot 1936-ban írták, de mégis helyet kapott az 1927 és 1932 között játszódó filmben.

### Számlista
| Szám | Cím                                  | Előadó(k)                      | Hossz |
| ---- | ------------------------------------ | ------------------------------ | ----- |
| 1.   | The Artist Ouverture                 | Brüsszeli Filharmonikusok      | 1:02  |
| 2.   | 1927 A Russian Affair                | Brüsszeli Filharmonikusok      | 3:36  |
| 3.   | George Valentin                      | Brüsszeli Filharmonikusok      | 5:35  |
| 4.   | Pretty Peppy                         | Ludovic Bource                 | 2:32  |
| 5.   | At The Kinograph Studios             | Ludovic Bource                 | 1:37  |
| 6.   | Fantaisie D'amour                    | Ludovic Bource                 | 3:09  |
| 7.   | Waltz For Peppy                      | Ludovic Bource                 | 3:22  |
| 8.   | Estancia Op. 8                       | Brüsszeli Filharmonikusok      | 3:40  |
| 9.   | Imagination                          | Red Nichols & His Five Pennies | 2:56  |
| 10.  | Silent Rumble                        | Ludovic Bource                 | 1:16  |
| 11.  | 1929                                 | Ludovic Bource                 | 1:30  |
| 12.  | In the Stairs                        | Ludovic Bource                 | 3:15  |
| 13.  | Jubilee Stomp                        | Duke Ellington                 | 2:33  |
| 14.  | Comme Une Rosée De Larmes            | Ludovic Bource                 | 3:24  |
| 15.  | The Sound of Tears                   | Ludovic Bource                 | 4:47  |
| 16.  | Pennies From Heaven                  | Rose Murphy                    | 2:13  |
| 17.  | 1931                                 | Ludovic Bource                 | 4:44  |
| 18.  | Jungle Bar                           | Ludovic Bource                 | 2:07  |
| 19.  | L'ombre Des Flammes                  | Ludovic Bource                 | 5:57  |
| 20.  | Happy Ending ...                     | Ludovic Bource                 | 5:43  |
| 21.  | Charming Blackmail                   | Ludovic Bource                 | 2:12  |
| 22.  | Ghosts From The Past                 | Ludovic Bource                 | 2:00  |
| 23.  | My Suicide (Dedicated To 03.29.1967) | Ludovic Bource                 | 6:24  |
| 24.  | Peppy And George                     | Brüsszeli Filharmonikusok      | 2:05  |

## Kritikai fogadtatás

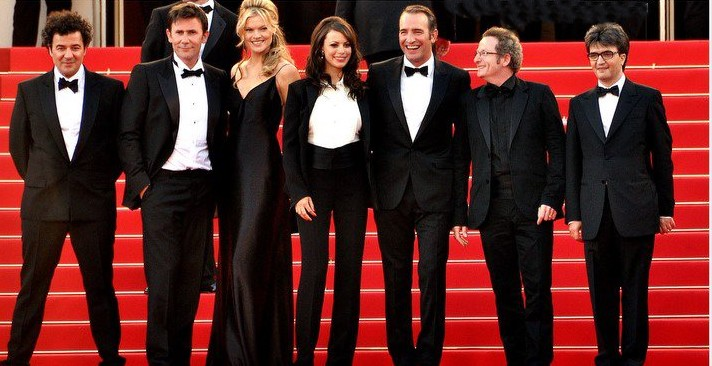
Cannes-ban, a kezdeti sikerek idején

A kritikusok többnyire pozitívan írtak A némafilmesről. Több kritikus Top 10-es listáján is helyett kapott.
| Kritikus           | Publikáció                      | Helyezés |
| ------------------ | ------------------------------- | -------- |
| Richard Corliss    | Time                            | 1.       |
| Peter Bradshaw     | The Guardian                    | 1.       |
| Robbie Collin      | The Telegraph                   | 1.       |
| Peter Travers      | Rolling Stone                   | 2.       |
| Elizabeth Weitzman | New York Daily News             | 2.       |
| Lisa Schwarzbaum   | Entertainment Weekly            | 3.       |
| Mark Kermode       | BBC Radio 5 Live                | 4.       |
| Richard T. Jameson | MSN Movies                      | 4.       |
| Sean Axmaker       | MSN Movies                      | 5.       |
| N/A                | Empire Magazine                 | 5.       |
| Marshall Fine      | Hollywood & Fine                | 5.       |
| N/A                | Sight & Sound                   | 5.       |
| N/A                | Austin Film Critics Association | 6.       |
| Roger Ebert        | Chicago Sun-Times               | 10.      |
| N/A                | Time Out London                 | 10.      |

## Díjak és jelölések
Michel Hazanavicius alkotása az IMDb nyilvántartása szerint 107 díjat nyert meg, és emellett 70 jelölést tudhat magáénak.